# Sistem štirih kraljestev
Sistem štirih kraljestev je sistem biološke klasifikacije, ki ga je leta 1973 predlagal G.F. Leedale.
Vse organizme je razdelil na 4 kraljestev:
- Cepljivke

- Modrozelene cepljivke
- Bakterije

- Rastline

- Dinofiti
- Evglenofiti
- Zelene alge
- Rdeče alge
- Rumenozelene alge
- Parožnice
- Rjave alge
- Mahovi
- Brstnice
- Oomicete

- Glive

- Zaprtotrosnice
- Prostotrosnice
- Zigomicete
- Glive sluzavke

- Živali

- Korenonožci
- Migetalkarji
- Trosovci
- Živalski bičkarji
- Ploski črvi
- Valjasti črvi
- Kolobarniki
- Spužve
- Mehkužci
- Členonožci
- Strunarji
- Iglokožci